# Список президентів Лондонського королівського товариства
Це список президентів Лондонського королівського товариства з моменту заснування товариства у 1660 році до сьогодні. Президент є керівником товариства і головує на засіданнях Ради товариства. Він обирається Радою товариства терміном на 5 років (до 1873 року обмеження не існувало).

## Президенти Лондонського королівського товариства
| Роки      | Президент | Президент                | Спеціалізація                                  |
| --------- | --------- | ------------------------ | ---------------------------------------------- |
| 1660–1662 |           | Роберт Морей             | службовець                                     |
| 1662–1677 |           | Вільям Браункер          | математик                                      |
| 1677–1680 |           | Джозеф Вільямсон         | політик                                        |
| 1680–1682 |           | Крістофер Рен            | архітектор, астроном і фізик                   |
| 1682–1683 |           | Джон Госкінс             | юрист                                          |
| 1683–1684 |           | Сиріл Вайч               | юрист і політик                                |
| 1684–1686 |           | Семюел Піпс              | військовий                                     |
| 1686–1689 |           | Джон Воен                | політик                                        |
| 1689–1690 |           | Томас Герберт            | політик                                        |
| 1690–1695 |           | Роберт Саутвелл          | дипломат                                       |
| 1695–1698 |           | Чарльз Монтеґю           | поет                                           |
| 1698–1703 |           | Джон Сомерс              | юрист                                          |
| 1703–1727 |           | Ісаак Ньютон             | фізик, математик, астроном                     |
| 1727–1741 |           | Ганс Слоун               | фізик                                          |
| 1741–1752 |           | Мартін Фолкс             | антиквар                                       |
| 1752–1764 |           | Джордж Паркер            | астроном                                       |
| 1764–1768 |           | Джеймс Дуглас            | астроном                                       |
| 1768-1768 |           | Джеймс Барроу            | журналіст                                      |
| 1768–1772 |           | Джеймс Вест              | політик і антиквар                             |
| 1772-1772 |           | Джеймс Барроу            | журналіст                                      |
| 1772–1778 |           | Джон Прінгл              | фізик                                          |
| 1778–1820 |           | Джозеф Бенкс             | натураліст, ботанік                            |
| 1820-1820 |           | Вільям Волластон         | хімік                                          |
| 1820–1827 |           | Гемфрі Деві              | хімік                                          |
| 1827–1830 |           | Девіс Гілберт            | інженер і політик                              |
| 1830–1838 |           | Август Фредерік          | принц                                          |
| 1838–1848 |           | Спенсер Комптон          |                                                |
| 1848–1854 |           | Вільям Парсонс           | астроном                                       |
| 1854–1858 |           | Джон Роттслі             | астроном                                       |
| 1858–1861 |           | Бенджамін Коллінз Броді  | фізіолог                                       |
| 1861–1871 |           | Едвард Себін             | астроном, геофізик, орнітолог і мандрівник     |
| 1871–1873 |           | Джордж Бідделл Ері       | математик і астроном                           |
| 1873–1878 |           | Джозеф Долтон Гукер      | ботанік і мандрівник                           |
| 1878–1883 |           | Вільям Споттісвуд        | математик і фізик                              |
| 1883–1885 |           | Томас Генрі Гакслі       | біолог                                         |
| 1885–1890 |           | Джордж Стокс             | математик і фізик                              |
| 1890–1895 |           | Вільям Томсон            | математик, фізик                               |
| 1895–1900 |           | Джозеф Лістер            | хірург                                         |
| 1900–1905 |           | Вільям Гаґґінс           | астроном                                       |
| 1905–1908 |           | Джон Вільям Стретт       | фізик                                          |
| 1908–1913 |           | Арчибальд Ґейкі          | геолог                                         |
| 1913–1915 |           | Вільям Крукс             | хімік і фізик                                  |
| 1915–1920 |           | Джозеф Джон Томсон       | фізик                                          |
| 1920–1925 |           | Чарлз Скотт Шеррінгтон   | нейрофізіолог, гістолог, бактеріолог і патолог |
| 1925–1930 |           | Ернест Резерфорд         | фізик і хімік                                  |
| 1930–1935 |           | Фредерик Ґоуленд Гопкінс | біофізик                                       |
| 1935–1940 |           | Вільям Генрі Брегг       | фізик, хімік і математик                       |
| 1940–1945 |           | Генрі Дейл               | фармаколог і фізіолог                          |
| 1945–1950 |           | Роберт Робінсон          | хімік                                          |
| 1950–1955 |           | Едгар Дуглас Едріан      | фізіолог                                       |
| 1955–1960 |           | Сиріл Норман Гіншелвуд   | хімік                                          |
| 1960–1965 |           | Говард Волтер Флорі      | фармаколог і патолог                           |
| 1965–1970 |           | Патрік Блекетт           | фізик                                          |
| 1970–1975 |           | Алан Годжкін             | фізіолог, біофізик                             |
| 1975–1980 |           | Александер Тодд          | біохімік                                       |
| 1980–1985 |           | Ендрю Філдінг Гакслі     | фізіолог, біофізик                             |
| 1985–1990 |           | Джордж Портер            | хімік                                          |
| 1990–1995 |           | Майкл Атія               | математик                                      |
| 1995–2000 |           | Аарон Клуг               | хімік і біофізик                               |
| 2000–2005 |           | Роберт МакКріді Мей      | біолог                                         |
| 2005–2010 |           | Мартін Ріс               | космолог, астрофізик                           |
| 2010–2015 |           | Пол Нерс                 | генетик, клітинний біолог                      |
| з 2015    |           | Венкатараман Рамакрішнан | біофізик                                       |